# Estêvão Cacella

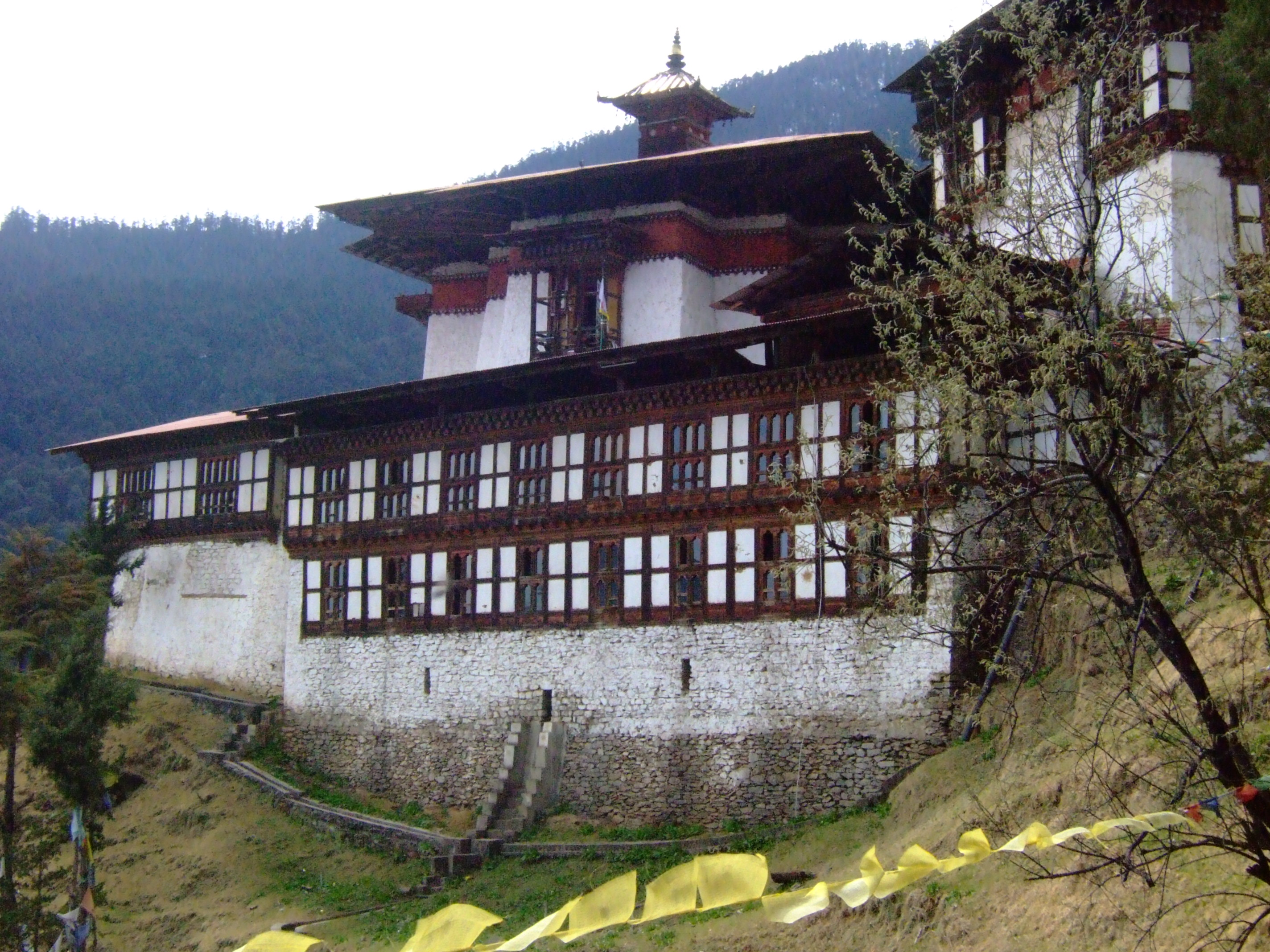
Mănăstirea Chagri, Bhutan

Estêvão Cacella (n. 1585, Avis, Portugalia – d. martie 1630, Tibet) a fost un misionar iezuit portughez, care, împreună cu João Cabral, a devenit primul european ce a pătruns în Bhutan în 1627. În anul următor a devenit primul european ce a călătorit în Nepal și în regiunea Sikkim din India.

## Biografie
Cacella s-a născut în satul Avis (Portugalia), în 1585. A fost admis în Societatea lui Isus în anul 1604, pe când avea vârsta de doar 19 ani. În 1614 a plecat către Indiile Orientale și a lucrat timp de mai mulți ani la Kerala. În anul 1626 a fost trimis împreună cu preotul João Cabral pentru a răspândi credința creștină în zona munților Himalaya.
El a călătorit de la Kochi în Bengal, împreună cu mai tânărul său confrate Cabral, trecând prin Dacca (azi Dhaka), Hazo (Assam), Biar (Cooch-Bihar). După o călătorie de șase luni au ajuns la 21 februarie 1627 în Bhutan, devenind astfel primii europeni ce au pătruns în această țară. Ei sosesc în capitala Paro la 25 martie, fiind primiți de Shabdrung Ngawang Namgyal. Cei doi misionari creștini au rămas timp de aproape opt luni în Bhutan, până în luna noiembrie. El a scris o scrisoare lungă către superiorii săi din Cochin în care își descria călătoria. Acest raport scris la Mănăstirea Chagri este cunoscut astăzi sub numele „A Relação”. În anul următor cei doi misionari au vizitat statul Nepal.
Călătorii căutau statul creștin înființat potrivit tradiției de părintele Ioan pe undeva prin Asia Centrală și urmele bisericii creștine din China, înființate de episcopul misionar nestorianist Alopen care a adus creștinismul în China. Potrivit inscripției de pe stela nestoriană de la Xi'an - tradusă de iezuitul francez Nicolas Trigault -, el a venit din Persia în China în anul 635 și a obținut o audiență la împăratul Tai-Tsung.
Misionarii Cabral și Cacella au fost primii europeni care au menționat existența țării mitice Shambala (al cărei nume l-au scris „Xembala”) în câteva scrisori din 1627. Potrivit călugărilor budiști tibetani, aceasta era o țară situată la nord sau la vest de Munții Himalaya.
Potrivit propriilor cuvinte ale lui Cacella: „Am pus cât de multe întrebări am putut despre regatul Cathay [China], dar nu au auzit nimic despre acest nume, care este complet necunoscut aici; cu toate acestea, există un regat pe nume Xembala [Sham-bha-la] care este foarte renumit aici și despre care se spune că este foarte mare, lângă un altul numit Sopo [Sog-po] (Mongolia); regele nu cunoaște legea din Xembala și ne-a întrebat de ea de mai multe ori. Noi credem că ar putea fi regatul Cathay pentru că regatul Sopo aparține tătarilor despre care știm că sunt în război permanent cu China, potrivit informațiilor oferite de rege care, de asemenea, spune că regele Chinei stăpânește peste o populație mai mare; cu toate acestea, el crede că oamenii din Sopo sunt mai puternici și că îi înving astfel în mod normal pe chinezi, ceea ce este în acord cu tot ceea ce se știe deja despre războiul dintre tătari și chinezi, și cum regatul Cathay este foarte mare și singurul de pe această parte, care este aproape de cel al tătarilor după cum arată hărțile, se pare că putem deduce cu o oarecare probabilitate că este regatul cunoscut aici ca Xembala. Faptul că nu este cunoscut aici sub un alt nume nu contrazice ipoteza noastră, că nici China, Tartaria sau Tibet nu sunt cunoscute sub aceste nume, oamenii de aici neavând cunoștință de ele; ni se spune că drumul spre regatul Xembala este foarte dificil; cu toate acestea, am încredere în Domnul că așa cum El ne-a făcut să ne concentrăm gândurile noastre asupra acelui regat, așa ne va duce să-l putem vedea de aproape, și, astfel, în anul următor voi trimite noutăți Sfinției Voastre despre el [...] cu ajutorul Domnului voi încerca să intru în regatul Xembala unde poate, fie acolo, fie într-un alt regat din zonă, Domnul nostru ne va oferi posibilitatea de a-L sluji, și anul viitor vă voi informa de tot ce vom putem afla”.
Cacella a călătorit în Tibet și a ajuns în cele din urmă în noiembrie 1627 în orașul Shigatse din provincia Ü-Tsang; Cabral a sosit și el în ianuarie 1628. Ei sunt primiți acolo de regele Karma Tenkyong (1599-1642). Cei doi misionari au fondat în 1628 o misiune creștină la Shigatse, orașul în care se afla mănăstirea Tashilhunpo și reședința lui Panchen Lama. Deși iezuiții au fost bine primiți și au sperat că misiunea din Shigatse va avea succes, au pierdut acolo mai mulți ani în zadar. Starea de sănătate a preotului Cacella s-a deteriorat, iar acesta a murit de epuizare în Tibet în martie 1630. Misiunea fondată de ei nu a reușit să atragă convertiri la creștinism, fiind închisă în urma unor conflicte violente.

## Mențiuni literare
Numele misionarilor Cacella și Cabral sunt menționate în nuvela fantastică „Secretul doctorului Honigberger” (1940) de Mircea Eliade. Jurnalul doctorului Zerlendi conține o referire la acești doi misionari iezuiți, despre care afirmă că „sunt, într-adevăr, cei dintâi europeni care au auzit de Shambala și o menționează. Aflându-se în Bhutan, în căutarea drumului spre Kathay, au aflat de existența acestui tărâm miraculos, pe care localnicii îl socoteau că se găsește undeva spre miazănoapte. Și în căutarea lui au și pornit, în 1627; dar n-au ajuns decât în Tibet. Țara miraculoasă, Shambala, ei n-au găsit-o”.

## Legături externe
- Google Map, traseul detaliat al misionarilor Cabral și Cacella prin munții Himalaya